# Kambodschanisch-portugiesische Beziehungen
Die kambodschanisch-portugiesischen Beziehungen beschreiben das zwischenstaatliche Verhältnis von Kambodscha und Portugal. Die Länder unterhalten seit 1996 direkte diplomatische Beziehungen.
Die bilateralen Beziehungen sind schwach ausgeprägt, da es vergleichsweise wenig aktuelle Berührungspunkte zwischen den beiden Ländern gibt. Dagegen geht die Geschichte ihrer Beziehung bis ins 16. Jahrhundert zurück.

## Geschichte
Die ersten belegten portugiesischen Aufzeichnungen über das heutige Kambodscha datieren aus 1511 und stammen aus dem Briefwechsel zwischen Afonso de Albuquerque und König D. Manuel I.
Frei Gaspar da Cruz aus Évora kam um 1555 als erster Missionar nach Kambodscha, wo er bereits mehrere portugiesische Händler antraf.
Als bedeutende Person der kambodschanisch-portugiesischen Geschichte kann zudem Diogo Veloso aus Amarante gelten. Er war Provinzgouverneur  und Botschafter Kambodschas in Malakka und Manila, bevor er 1599 in einer Schlacht umkam. 1934 errichtete der französische Gouverneur eine Statue Velosos in Neak Loeung. Später zerstörten die Roten Khmer die Statue.
Kambodschas Staatsoberhaupt Prinz Sihanouk erklärte 1964 die diplomatischen Beziehungen zu Portugal und Südafrika für unterbrochen, aus Solidarität mit den afrikanischen Staaten und damit aus Protest gegen den Portugiesischen Kolonialkrieg.
Am 17. April 1974 erkannte Portugal die kambodschanische Regierung der Nationalen Einheit an.
Bis in die 1970er Jahre existierte nahe der Hauptstadt Phnom Penh eine Kirche mit portugiesischen Grabsteinen. Auch sie fielen den Zerstörungen durch die Roten Khmer zum Opfer.

## Diplomatie
Am 28. Mai 1996 akkreditierte sich Gabriel Mesquita de Brito, Botschafter Portugals in Bangkok, als erster Botschafter Portugals in Kambodscha. Portugal ist weiterhin mit keiner eigenen Botschaft in Kambodscha präsent, sondern über seine Botschaft in Thailand dort doppelakkreditiert (Stand Januar 2017).
Auch Kambodscha unterhält keine eigene diplomatische Vertretung in Portugal, sondern ist dort über seine Botschaft in der französischen Hauptstadt Paris akkreditiert.
Gegenseitige Konsulate sind bisher nicht eingerichtet (Stand 2016).

## Wirtschaft
Im Jahr 2016 exportierte Portugal Waren und Dienstleistungen im Wert von 2,93 Mio. Euro nach Kambodscha (2015: 1,25 Mio.; 2014: 1,32 Mio.; 2013: 0,73 Mio.; 2012: 0,70 Mio.; 2011: 0,188 Mio.), davon 65,9 % Maschinen und Geräte, 14,1 % chemisch-pharmazeutische Produkte, 6,0 % Holzstoff und Papier und 4,1 % Textilien.
Im gleichen Zeitraum lieferte Kambodscha Waren und Dienstleistungen im Wert von 6,42 Mio. Euro an Portugal (2015: 6,51 Mio.; 2014: 4,43 Mio.; 2013: 3,10 Mio.; 2012: 2,58 Mio.; 2011: 3,07 Mio.), davon 61,4 % Landwirtschaftliche Erzeugnisse, 14,3 % Bekleidung, 13,4 % Leder und Häute und 5,7 % Fahrzeuge und Fahrzeugteile.
Damit steht Kambodscha für den portugiesischen Außenhandel an 130. Stelle als Abnehmer und an 105. Stelle als Lieferant. Im Außenhandel Kambodschas belegt Portugal den 48. Platz unter den Abnehmern und den 61. Platz unter den Lieferanten.